# Pedro Feliz

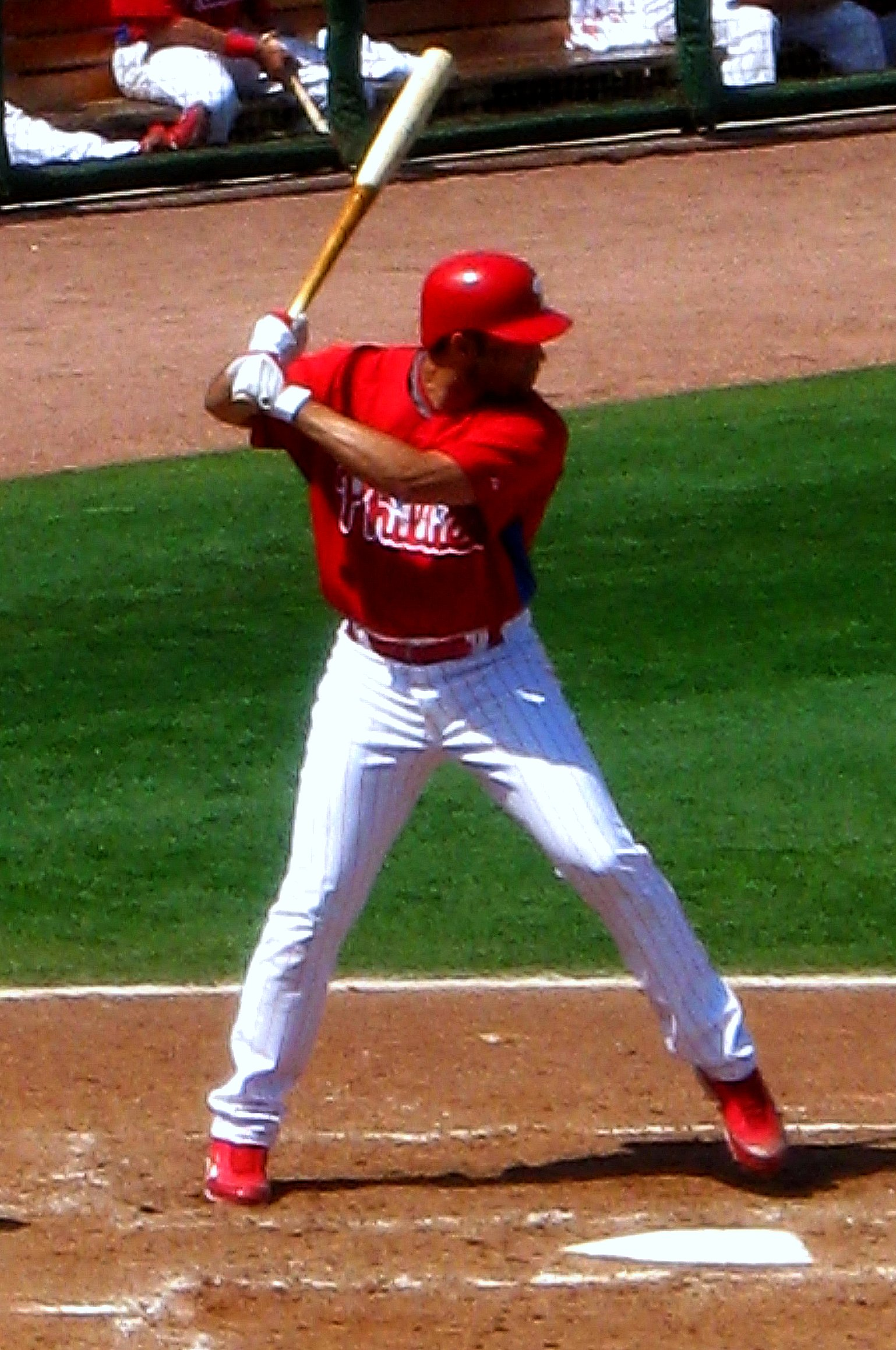

Pedro Julio Feliz (27 de abril de 1975) é um jogador profissional de beisebol dominicano.

## Carreira
Pedro Feliz foi campeão da World Series 2008 jogando pelo Philadelphia Phillies. Na série de partidas decisiva, sua equipe venceu o Tampa Bay Rays por 4 jogos a 1.